# Una mujer es una mujer
Una mujer es una mujer (en francés, Une femme est une femme) es una comedia romántica musical escrita y dirigida por Jean-Luc Godard en 1961, protagonizada por Jean-Paul Belmondo, Anna Karina y Jean-Claude Brialy. Es un homenaje a la comedia musical estadounidense asociada a la Nouvelle vague. Es el tercer film de Godard (el segundo que se estrena ya que Le petit soldat fue prohibida por la censura), y su primera cinta en color y Cinemascope.

## Argumento
La película se centra en la relación de la bailarina exótica Angéla y su amante Émile. Angéla quiere tener un hijo, pero Émile no está listo. El mejor amigo de Émile, Alfred, también dice que ama a Angéla. Angéla y Émile discuten sobre el asunto. En un momento dado deciden no hablar entre ellos, así que continúa su argumento sacando libros del estante y señalando los títulos. Como Émile rechaza obstinadamente su petición de tener un hijo, Angéla finalmente decide aceptar la súplica de Alfred y se acuesta con él. Esto demuestra que hará lo que debe para tener un hijo. Ella y Émile finalmente se reconcilian, por lo que él tiene la oportunidad de convertirse en padre. Los dos tienen sexo, luego se involucran en un poco de juego de palabras que le da a la película su título: un exasperado Émile dice "Angéla, tu es infâme" y ella le responde, "Non, je suis une femme".

## Reparto
- Anna Karina - Angela
- Jean-Claude Brialy -  Émile Récamier
- Jean-Paul Belmondo - Alfred Lubitsch
- Henri Attal - falso ciego #2 (sin acreditar)
- Karyn Balm  (sin acreditar)
- Dorothée Blank - prostituta 3  (sin acreditar)
- Marie Dubois - amiga de Angela (sin acreditar)
- Ernest Menzer - propietario del bar (sin acreditar)
- Jeanne Moreau - mujer en el bar (sin acreditar)
- Nicole Paquin - Suzanne (sin acreditar)
- Gisèle Sandré - prostituta 2 (sin acreditar)
- Marion Sarraut - prostituta 1 (sin acreditar)
- Dominique Zardi - falso ciego #1 (sin acreditar)